# Johnny Nelson
Johnny Nelson est un boxeur britannique né le 4 janvier 1967 à Sheffield, Angleterre.

## Carrière
Champion d'Angleterre des lourds-légers en 1989 puis champion d'Europe EBU en 1990 et 1997, il devient champion du monde WBO de la catégorie le 27 mars 1999 en battant par arrêt de l'arbitre à la 5e reprise son compatriote Carl Thompson. Nelson conserve 13 fois sa ceinture avant d'annoncer sa retraite le 22 septembre 2006.